# Rockstar (chanson de Post Malone)
Pour les articles homonymes, voir Rockstar.
Singles de Post Malone
Candy Paint
(2017) Psycho
(2018)
Singles par 21 Savage
Bank Account
(2017) Ric Flair Drip
(2017)
Rockstar est un single de Post Malone en collaboration avec 21 Savage. Il est sorti en septembre 2017 et est extrait de l'album Beerbongs & Bentleys.

## Classements hebdomadaires
| Classement (2017–18)                    | Meilleure position |
| --------------------------------------- | ------------------ |
| Allemagne (Media Control AG)            | 2                  |
| Australie (ARIA)                        | 1                  |
| Autriche (Ö3 Austria Top 40)            | 1                  |
| Belgique (Flandre Ultratop 50 Singles)  | 5                  |
| Belgique (Wallonie Ultratop 50 Singles) | 3                  |
| Canada (Hot 100)                        | 1                  |
| Danemark (Tracklisten)                  | 1                  |
| Écosse (OCC)                            | 10                 |
| Espagne (PROMUSICAE)                    | 16                 |
| États-Unis (Hot 100)                    | 1                  |
| États-Unis (R&B/Hip-Hop Songs)          | 1                  |
| Finlande (Suomen virallinen lista)      | 1                  |
| France (SNEP)                           | 3                  |
| Irlande (IRMA)                          | 1                  |
| Italie (FIMI)                           | 2                  |
| Norvège (VG-lista)                      | 1                  |
| Nouvelle-Zélande (RMNZ)                 | 1                  |
| Pays-Bas (Nederlandse Top 40)           | 4                  |
| Pays-Bas (Single Top 100)               | 2                  |
| Portugal (AFP)                          | 1                  |
| Royaume-Uni (UK Singles Chart)          | 1                  |
| Royaume-Uni (UK R&B Chart)              | 1                  |
| Suède (Sverigetopplistan)               | 1                  |
| Suisse (Schweizer Hitparade)            | 2                  |

## Certifications
| Pays   | Organisme | Certification | Seuil                            |
| ------ | --------- | ------------- | -------------------------------- |
| France | SNEP      | Diamant       | 35 millions d'équivalent streams |
| Italie | FIMI      | 2 × Platine   | 100 000                          |